# Zuzana Hájková
Zuzana Hájková, coniugata Kabrhelová (Praga, 15 gennaio 1963), è un'ex cestista cecoslovacca, dal 1993 ceca.

## Carriera
Con la Cecoslovacchia ha disputato i Giochi olimpici di Seul 1988 e due edizioni dei Campionati europei (1983, 1985).